# Gundam: The Battle Master
Gundam: The Battle Master (ガンダム ザ バトルマスター) est un jeu vidéo de combat développé par Natsume et édité par Bandai en juin 1997 sur PlayStation. C'est une adaptation en jeu vidéo de la série basée sur l'anime Mobile Suit Gundam et c'est le premier opus d'une série composée de cinq jeux vidéo de combat,.

## Série
1. Gundam: The Battle Master
2. Gundam: Battle Assault : 1998, PlayStation
3. Gundam: Battle Assault 2 : 2002, PlayStation
4. Mobile Suit Gundam SEED: Battle Assault : 2004, Game Boy Advance
5. Battle Assault 3: Featuring Mobile Suit Gundam Seed: 2004, PlayStation 2